# Elkasaïtes
Les elkasaïtes, elcésaïtes ou elcésaïens sont les membres d'un mouvement religieux judéo-chrétien baptiste et syncrétique de tendance gnostique qui relève aussi bien du judaïsme en général que, par certains aspects, du christianisme. Ce nom vient de leur fondateur supposé, nommé « Êlkhasaí » (Ἠλχασαΐ) par Hippolyte, « Elksai » (Ἠλξαί) par Épiphane, et « Elkesai » (Ἐλκεσαΐ) par Eusèbe et Théodoret.
Ce mouvement est documenté de manière indirecte à partir du IIIe siècle et ce jusqu'au Xe siècle, mais le caractère indirect, partial et parcellaire des sources rend difficile son approche.
Il s'agit apparemment d'un mouvement de chrétiens d'origine juive qui a émergé au IIe siècle et a disparu après le Xe siècle, à une date indéterminée. Ses origines sont très débattues par la recherche. Le mouvement est d'abord attesté en Mésopotamie du Nord où il semble naître vers le début du IIe siècle, avant que certains Pères de l'Église ne dénoncent l'action de missionnaires elkasaïtes dans l'Empire romain au début du IIIe siècle. À la même époque, des groupes d'elkasaïtes existent dans l'Empire perse puis, au IVe siècle, sous l'appellation d'« osséens » (c'est-à-dire d'esséniens) ou de « sampséens », en Palestine au-delà du Jourdain, en Nabatée, en Iturée, en Moabitide, en Ariélitide et en Pérée, sur les territoires à l'orient de la mer Morte et sur les rives de l'Arnon.
Le mouvement tire sa dénomination du personnage portant le nom symbolique d'« Elkasaï », dont l'historicité est débattue et dont le nom connaît de multiples graphies, notamment chez les hérésiologues chrétiens écrivant en grec. Le Livre d'Elkasaï (ou Apocalypse d'Elkasaï), aujourd'hui disparu, n'est connu qu'à travers les hérésiologues qui racontent que, pour les disciples d'Elkasaï, ce livre était descendu du ciel. Certains auteurs détectent aussi des passages de ce livre dans la « Vita Mani », livre de référence du Manichéisme.
Elkasaï pourrait initialement avoir été un nazôréen-ébionite qui, en effectuant une prédication au sein des « osséens », aurait formé un nouveau mouvement se désignant sous le nom de « sampséens », mais que les auteurs chrétiens désignent sous le nom d'« elkasaïtes ».
L'elkasaïsme a donné naissance au Manichéisme. Mani, son fondateur, a été élevé à Mésène (sur le Chatt-el-Arab) dans une communauté baptiste probablement elkasaïte. Le mouvement elkasaïte semble aussi avoir influencé l'islam, qui en est peut-être partiellement issu. Les Sabéens coraniques pourraient en être les héritiers. Il semble pour l'essentiel s'être fondu dans l'islam à sa création, bien que quelques groupes de ce mouvement survécussent encore au Xe siècle dans le monde islamique.
Certains spécialistes estiment que les mandéens, mouvement baptiste gnostique survivant encore de nos jours en Iran et en Irak, pourraient être les derniers héritiers du mouvement, ou tout au moins des baptistes qui n'ont pas reconnu Jésus comme Messie. Ce point de vue ne fait toutefois pas consensus.

## L'appellation «elkasaïte»

### Le nom «Elkasaï»
Le nom des elkasaïtes vient d'Elkasaï, un personnage qui, bien que son historicité soit débattue par la recherche, est considéré comme le fondateur du mouvement et comme l'auteur putatif d'un livre, aujourd'hui perdu, appelé par les chercheurs contemporains Livre d'Elkasaï ou Apocalypse d'Elkasaï (c'est-à-dire : « Révélation d'Elkasaï »).
« Elkasaï » a été écrit de différentes façons : Ήλξαί (« Elxaï »), Ήλχασΐ (« Elkhasi »), Έλκεσαΐ (« Elkesaï », « Elcésaïe »), « Elchasai », « Eldzai » dans les textes en grec, ou « al-Khasayh », « al-Hasayh » dans la littérature musulmane. « Dans la Vita Mani, le nom du fondateur du mouvement est fourni sous la forme Alchasaiois : elle correspond à la forme Elchasai de l'Elenchos, mieux attestée et plus ancienne que celle d'Épiphane. » Dans les notices du Kitab-al-Fihrist d'Ibn al-Nadim, datant de la fin du Xe siècle, « le fondateur de la communauté est appelé al-Khasayh (ou al-Hasayh dans certains manuscrits) ».
C'est un nom symbolique et, derrière ces différentes transcriptions, l'expression araméenne « Chail Kasai » (« force cachée » ou « pouvoir caché ») se fait toujours entendre. Épiphane de Salamine indique d'ailleurs dans son Panarion que c'est le sens que veut rendre en grec le nom « Elxaï ». C'est en effet ce qu'essaye de rendre la translittération grecque. « El » signifie « force/ pouvoir », et « Chai » ou « Dzai » signifie « caché »,.
Pour Simon Claude Mimouni, l'absence d'arguments contradictoires permet d'envisager l'hypothèse de l'historicité d'un personnage présent au IIe siècle en Transeuphratène, et auquel ses disciples auraient donné un tel nom. La Vita Mani est la source la plus affirmative à ce sujet : Mani, cité par ses disciples les plus proches, y parle d'Elkasaï comme d'une personne réelle et d'un fondateur de mouvement religieux. On ignore si son nom était tout autre à l'origine ou si ce nom positif a été créé par ses partisans grâce à la proximité phonétique avec son nom véritable, ainsi que les juifs de l'époque le faisait très souvent à partir des noms de certains personnages, selon la « technique » midrashique. D'après Simon Claude Mimouni, « son nom est de toute évidence symbolique, il a cependant été porté par un personnage historique dont le patronyme véritable demeurera à jamais dans l'anonymat ».

### Elkasaïtes, sampséens, mughtasila, osséens, sabéens

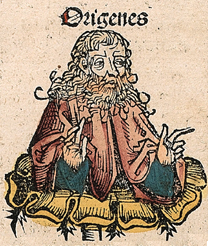
Origène. Gravure extraite de Schedelsche Weltchronik, 1493.

Selon Simon Claude Mimouni, le mot « elkasaïtes », tout comme le mot « ébionites », vient du latin. « Elcesaei » est une translittération latine du grec « elsesaei », forgé à partir du nom d'un personnage historique ou mythique, différemment orthographié selon les citateurs chrétiens, manichéens et musulmans. « Origène via Eusèbe de Césarée est le premier à fournir la forme elkesaitai pour désigner les membres du mouvement, ». Méthode d'Olympe transmet également la forme « elchasaios »,. Épiphane de Salamine « parle des elkasaïtes (elkesaioi) à plusieurs reprises, en les désignant non seulement sous ce nom mais aussi sous celui d'« osséens » (c'est-à-dire des esséniens) et sous celui de « sampséens, », probablement du mot signifiant « soleil » en langue hébraïque (hébreu, araméen). Elkasaï, considéré comme le fondateur des elkasaïtes, a donné son nom au mouvement, bien qu'il semble que celui-ci se soit plutôt donné le nom de « sampséens »,.
« Elkasaïtes » est le nom que les Pères de l'Église et les manichéens utilisaient pour désigner les membres de ce mouvement qui se donnaient probablement le nom de « sampséens ». Ils correspondent aux mughtasila (certains sabéens) de la tradition islamique.
Selon Simon Claude Mimouni, Épiphane de Salamine tente de renvoyer les elkasaïtes plutôt du côté du judaïsme que du christianisme. Ainsi, il classe les elkasaïtes « sous le nom d'« osséens », parmi les groupes sectaires juifs, ce qui ne l'empêche nullement d'en reparler, sous le nom de « sampséens », lorsqu'il traite des groupes sectaires chrétiens ».
Le Livre d'Elkasaï contient en outre une dédicace à « Sobiai ». Hippolyte de Rome a supposé à tort que c'était le nom d'une personne, mais c'est un mot araméen qui signifie « "baptiste", le nom par lequel les elkasaïtes se désignaient eux-mêmes ». Sobiai semble désigner les Masbuthéens ou les Sabéens que l'on trouve dans d'autres sources.

### Elkasaïtes et ébionites
Certains auteurs ont émis l'hypothèse que l'appellation « ébionite » utilisée par les Pères de l'Église désigneraient parfois les elkasaïtes,.

## Tentative de définition
Au regard de la documentation, le mouvement elkasaïte est marqué par de multiples facettes, ce qui fait de sa définition un exercice difficile et périlleux. Selon Simon Claude Mimouni, « une définition du judéo-christianisme elkasaïte doit, en effet, envisager au moins trois aspects : le premier relève du judaïsme en général (en rapport avec les rituels) ; le deuxième du judaïsme nazôréen (en rapport avec les croyances) ; le troisième relève à la fois du judaïsme général et du judaïsme nazôréen (il s'agit du phénomène baptiste qui a traversé l'un et l'autre). »

« Le judéo-christianisme elkasaïte est une formulation plus ou moins récente désignant un mouvement religieux dont les traits caractéristiques de la doctrine et de la pratique paraissent originaires de certains groupes baptistes relevant aussi bien du judaïsme général que du judaïsme nazôréen, et dont les membres reconnaissent comme fondateur un personnage qu'ils nomment Elkasaï. »

— Simon Claude Mimouni, Les Chrétiens d'origine juive dans l'Antiquité, Paris, Albin Michel, 2004, p. 198.
Cette définition évite volontairement de se prononcer sur le caractère « prophétique » ou « messianique » de l'elkasaïsme. « Elle dispense aussi de se prononcer plus précisément sur les relations entre l'elkasaïsme d'une part, et le judaïsme général ainsi que le judaïsme Nazôréen, d'autre part. » « Elle insiste uniquement, en revanche, sur la perspective éminemment baptiste de l'elkasaïsme, au sujet de laquelle tous les critiques sont d'ailleurs d'accord. » Ce mouvement relève « dans une bien moindre mesure du mazdéisme. » Mani, le fondateur du manichéisme en est issu. « Cette question touche donc directement ou indirectement d'assez nombreuses « religions ». » L'importance philosophique et théosophique de ce mouvement religieux « semble avoir été fondamentale, surtout quand on songe que des religions comme le Manichéisme et le mandéisme », sans parler de l'islam d'avant les Abbassides « en sont probablement issues ou en tout cas ont subi partiellement son influence ».
« Les Sampséens sont les Elkasaïtes des traditions chrétienne et manichéenne et les mughtasila de la tradition islamique. »

## Histoire du mouvement elkasaïte
Le mouvement elkasaïte est apparemment un mouvement de chrétiens d'origine juive qui a émergé vraisemblablement au tout début du IIe siècle, vers 100-101 – la « troisième année du règne de Trajan » – si l'on accepte l'affirmation de l'auteur de l'Elenchos. Il a disparu après le Xe siècle, à une date indéterminée.

### Origine du mouvement elkasaïte
Plusieurs critiques distinguent deux formes d'elkasaïsme : la plus ancienne s'est développée dans l'espace perse dès le début du IIe siècle, et l'autre dans l'Empire romain dès le IIIe siècle. Les deux formes semblent avoir divergé sur le plan des pratiques et des croyances.
Dans la Vita Mani, on trouve des renseignements sur la forme existant dans l'espace perse au IIIe siècle. Dans l'Elenchos et le Panarion, on trouve des renseignements sur la forme romaine des IIe et IIIe siècles dans le premier, et du IVe siècle dans le second.

### Le fondateur du mouvement
Le mouvement tire son nom du personnage appelé symboliquement « Elkasaï », dont l'historicité est débattue.
Suivant l'Elenchos, Elkasaï aurait proclamé, dans la troisième année du règne de Trajan (c'est-à-dire vers 100 ), une nouvelle absolution des péchés sous la forme d'un baptême. L’auteur de l'Elenchos est toutefois un peu plus précis et parle d'Elkasaï le « Parthe ». Dans une des versions de sa révélation, un ange lui aurait remis le livre qui porte son nom alors qu'il se trouvait à Serae dans l'Empire parthe. Ce qui est rapporté sur l'origine géographique d'Elkasaï est contradictoire. Selon Johannes Irmscher, le plus digne de crédit sont des références d'Épiphane de Salamine, qui pointent vers la région située à l'est du Jourdain.
Au IVe siècle, Épiphane de Salamine affirme que, sous Trajan (98-117), Elkasaï se serait affilié au groupe des « osséens », formant un nouveau mouvement se désignant sous le nom de « sampséens »,.
Simon Claude Mimouni avance l'hypothèse selon laquelle le mouvement elkasaite se forma « à partir d'un groupe juif déjà existant. [Celui-ci] se caractérisant essentiellement par des pratiques baptistes, pourrait être celui des "osséens" et aurait été établi vers la fin du Ier siècle en Syrie sous domination parthe. […] Il est fort possible qu'Elkasaï, avant de fonder son propre groupe, ait été un judéo-chrétien ébionite » ou nazaréen, c'est-à-dire des premiers adeptes de Jésus. Le fondateur aurait ainsi créé un nouveau groupe religieux se désignant sous le nom de « sampséen ». Cette hypothèse est à rapprocher de celle de Jean Daniélou, pour qui « l'elkasaïsme est un mouvement judéo-chrétien hétérodoxe, voisin de l'ébionisme, mais se rattachant à la Syrie de l'Est, c'est-à-dire à l'Osroène et l'Adiabène, régions de langue araméenne de Transeuphratène.
D'après Épiphane de Salamine, Elkasaï était un juif de naissance et de croyance, devenu fondateur d'un nouveau groupe après avoir rejeté le fondement culturel et social du judaïsme, à savoir le sacrifice sanglant instauré par les patriarches et perpétué dans la pratique pascale, au cours de laquelle la victime animale est égorgée puis consumée par le feu sur l'autel. Ainsi, face au sang et au feu des sacrifices, Elkasaï oppose l'eau, qui devient ainsi l'instrument thaumaturgique du mouvement.
Elkasaï aurait reçu sa révélation vers 114-117, c'est-à-dire en pleine révolte judéo-parthe contre l'invasion de la région par l'Empire romain, alors dirigé par Trajan. C'est dans ce contexte qu'aurait été rédigé le Livre d'Elkasaï.
D'après Épiphane, Elkasaï aurait eu un frère du nom de Iedzai,. Pour Simon Claude Mimouni, « il s'agit peut-être d'une référence implicite à une tradition elkasaïte concernant la gémellité d'Elkasaï, symbolique fort développée au Proche-Orient ancien ».

### La genèse du mouvement
La recherche est très divisée sur les origines du mouvement, et certains chercheurs pensent qu'on peut même distinguer deux formes distinctes du mouvement selon qu'on l'observe dans l'Empire iranien ou dans l'Empire gréco-romain. La documentation chrétienne concernant les elkasaïtes est entièrement issue des hérésiologues, ce qui rend suspect leur témoignage. Ainsi, en 2007, Simon Claude Mimouni signale que les sources mazdéennes, manichéennes ou islamiques sont encore insuffisamment exploitées. S'il semble qu'à l'instar des autres ébionites, les elkasaïtes rejettent entièrement saint Paul, la Vita Mani témoigne que la communauté dans laquelle a grandi Mani utilisait les lettres de Paul.
L'Elenchos, qui qualifie Elkasaï de « Parthe », semble attester de l'ancrage de la figure phare du mouvement en Parthie, c'est-à-dire dans le judaïsme babylonien de son temps, d'ailleurs fort mal connu. Elkasaï aurait commencé sa prédication au tout début du IIe siècle ; le moment décisif de l'essor du mouvement semble se situer au cours de la guerre entre Rome et les Parthes (114-117).
L'Elenchos mentionne une prophétie énoncée à une époque où les Parthes vaincus ont été obligés de se soumettre à Trajan. Elkasaï prophétise « un conflit universel flamboyant » trois ans après la guerre contre les Parthes. Certains auteurs s'appuient sur cette information pour situer la naissance du Livre d'Elkasaï en 116,,. En effet, à ce moment de la guerre (114-117), les Parthes semblaient vaincus, avant que les révoltes juives, le retrait des forces de Trajan et l'abandon de la guerre par Hadrien, son successeur, ne leur permettent de reprendre le pouvoir.
Un groupe de chrétiens d'origine juive semble avoir constitué le mouvement elkasaïte, lors de la guerre entre Rome et les Parthes, à la suite de la révélation faite par Elkasaï que ses disciples considéraient comme un prophète. En se fondant sur l'Elenchos attribué à Hippolyte, mais aussi sur le Panarion d'Épiphane de Salamine, G.P. Luttikhuizen arrive à la conclusion que les « Révélations d'Elkasaï » auraient été « reçues », rédigées et diffusées dans un milieu proche de la cause parthe sous influence juive. Selon lui, les insurrections successives montrent suffisamment l'engagement des communautés juives en faveur du pouvoir arsacide. « Les révoltes juives contre les romains, celles du temps de Trajan mais aussi celles du temps de Marc Aurèle, attestent en effet d'un tel sentiment » des communautés juives de la diaspora babylonienne « en faveur des Parthes ». Le consensus semble exister pour dire que le Livre d'Elkasaï apparaît comme un texte, voire le texte, de fondation du mouvement elkasaïte, alors que G.P. Luttikhuizen estime qu'il a d'abord été écrit par des juifs babyloniens puis, vers 116, « utilisé par des propagandiste judéo-chrétiens qui l'auraient christianisé ». On perçoit dans le Livre d'Elkasaï « une position favorable aux Parthes orientaux et donc anti romaine, ce qui était courant à l'époque dans cette partie du Proche-Orient ».
Selon Simon Claude Mimouni, « le caractère judéo-chrétien du mouvement ne fait pas de doute ». « Il s'agit d'un groupe de chrétiens d'origine juive qui semble s'être constitué, lors de la guerre entre Rome et les Parthes, à la suite d'une révélation reçue par un personnage appelé Elkasaï, considéré comme un prophète par ses disciples. » Les elkasaïtes étant ceux – du moins selon les Pères de l'Église – qui ont reconnu en Elkasaï un prophète.

### La localisation géographique du mouvement

#### Dans l'espace perse
Le mouvement est d'abord attesté en Parthie – en Babylonie ou en Mésopotamie du Nord –, où il semble naître vers le début du IIe siècle, où il s'épanouit, avant qu'on n'atteste la présence de missionnaires elkasaïtes dans l'Empire romain au début du IIIe siècle. À la même époque, il existe des attestations d'elkasaïtes dans l'Empire iranien puis, au IVe siècle, sous l'appellation d'« osséens » ou de « sampséens », en Nabatée, en Iturée, en Moabitide, en Ariélitide et en Pérée. Le mouvement débuta probablement aux alentours de la frontière syro-parthe sur le Haut-Euphrate, dans la Mésopotamie du Nord (les régions de Babylonie ou d'Assyrie) . « Il s'étendit ensuite vers l'ouest, jusqu'à Rome, et vers le sud dans le secteur méridional de la Transjordanie. Ces déploiements s'opérèrent aux IIIe et IVe siècles, croisant alors des courants chrétiens. »
À une époque qui coïncide avec la chute de l'Empire parthe – les années 220 –, le mouvement elkasaïte semble s'être introduit, par l'intermédiaire de missionnaires, dans l'Empire romain, en Orient puis en Occident. Origène mentionne également une mission elkasaïte à Césarée de Palestine, durant le règne de Philippe l'Arabe (244-249). Toujours au IIIe siècle, dans l'espace perse, plusieurs communautés elkasaïtes sont attestées dans la Vita Mani du Codex manichéen de Cologne, notamment une communauté dans le sud de la Babylonie en Mésène, celle où a vécu Mani jusqu'à l'âge de vingt-quatre ans (entre 220 et 244), selon les données fournies par l'hagiographie manichéenne. La même source « signale d'autres communautés à Kokbé, un des quartiers de Séleucie-Ctésiphon, à Naser qui se situerait entre Séleucie et Sippar, ainsi qu'à Pherat au bord du Golfe Persique ». « Des communautés elkasaïtes semblent avoir été implantées sur tout le pourtour du Golfe Persique. » Simon Claude Mimouni relève que « c'est à l'époque où Alcibiade d'Apamée arrive à Rome que le père de Mani a intégré une communauté elkasaïte (vers 220) » en Mésène. Il mentionne aussi les villes de Harran et de Hira qui ont servi de refuges aux judéo-chrétiens avant et après l'émergence de l'islam.

#### À l'est du Jourdain
« À plusieurs reprises, Épiphane rapporte qu'à son époque, sous le règne de l'empereur Constance II (337-361), deux femmes, Marthus et Marthana, se prétendant de la descendance d'Elkaï, ont été vénérées « comme des déesses » dans les communautés elkasaites d'outre-Jourdain,. » « Au IVe siècle, Épiphane de Salamine mentionne la présence de communautés Elkasaïtes, sous l'appellation d'osséennes (c'est-à-dire des esséniens) et de sampséennes, en Iturée, en Moabite, en Auriélitide (sud-ouest de Damas), en Pérée et en Nabathée, », sur les territoires à l'orient de la mer Morte et sur les rives de l'Arnon, territoires palestiniens situés à l'est du Jourdain. « Plusieurs critiques » estiment que « les communautés baptistes du Jourdain ont presque partout été assimilées par l'elkasaïsme ». Simon Claude Mimouni estime « suspecte » la  filiation que suggère Épiphane de Salamine entre elkasaïtes et esséniens, laquelle n'est attestée nulle part ailleurs.
Selon Simon Claude Mimouni, la plupart des membres de ce mouvement se sont très vite retrouvés dans l'espace parthe, à la suite d'à la fois la terrible répression de la « Révolte des exilés » connue sous le nom de Guerre de Quietus (115-117) et du « retrait des troupes romaines [de l'Empire parthe] lors de l'accession au pouvoir d'Hadrien. » C'est, d'après Mimouni, ce qui expliquerait qu'il « n'en est guère question dans les sources occidentales chrétiennes avant le début du IIIe siècle, époque où des missionnaires elkasaïtes arrivent dans l'empire romain pour y fonder des communautés. »

### La prédication dans l'Empire romain
À une époque qui coïncide avec la chute de l'empire parthe (les années 220), le mouvement elkasaïte semble s'être introduit, par l'intermédiaire de missionnaires, dans l'Empire romain en Orient puis en Occident. L'Elenchos attribué à Hippolyte rapporte l'existence d'une mission elkasaïte à Rome durant le règne de l'empereur Héliogabale (217-222). Il indique que lorsque Calixte Ier était évêque de Rome (217-222), un « fourbe » appelé Alcibiade, originaire d'Apamée en Syrie, arriva à Rome porteur d'un livre dont il disait qu'il lui avait été remis au pays des Parthes par un homme juste appelé Elcesaïe ou Elkxaï. Ce livre n'est connu qu'indirectement notamment par les écrits des hérésiologues chrétiens, qui racontent que, pour ses disciples, ce livre était descendu du ciel,. Selon l'Elenchos, le contenu de ce livre avait été révélé par un ange de très grande dimension, ou aurait été reçu par Elkxaï des « pères de la Parthie ». Alcibiade fit savoir qu'une nouvelle rémission des péchés avait été proclamée dans la troisième année de Trajan (A.D. 100) et il décrivit un baptême qui devrait communiquer ce pardon même aux pécheurs les plus corrompus.
L'Elenchos attribué à Hippolyte de Rome – qui semble considérer Alcibiade comme l'auteur du livre d'Elkasaï – indique qu'Alcibiade « intervint dans le débat sur la discipline pénitentielle et proposa le concept d'un « second baptême pour le pardon des péchés » au nom de la Trinité, en accord avec la pratique baptismale elkasaïte. » L'auteur de l'Elenchos semble saisir cette proposition d'un « second baptême » pour alimenter sa polémique contre l'évêque de Rome Calixte,. Selon Gerard Luttikhuizen, dans sa réfutation d'Alcibiade, Hippolyte tente d'expliquer le fait que l'évêque catholique a beaucoup plus d'adeptes que sa propre communauté en accusant Calixte d'avoir admis des pécheurs dans son « école » en leur promettant la rémission de leurs péchés. Pour G. Likutthuizen, le récit de « l'hérésie » d'Alcibiade n'est rien de plus qu'un appendice de la vive polémique d'Hippolyte contre Calixte.
Origène, qui a écrit un peu plus tard (vers 239-242), dit que cette hérésie est apparue « à présent » ou « récemment ». « Peut-être veut-il indiquer que les Elkasaïtes se sont manifestés de son vivant ? » Cela recouperait les renseignements que donne l'auteur de l'Elenchos, qui attribue à « Alcibiade » la diffusion de la doctrine d'Elkasaï, venue à Rome depuis Apamée, « au moment où l'enseignement de Calixte (mort en 222) se répand dans tout l'univers (vraisemblablement les années 220-230). » Origène mentionne également une mission elkasaïte à Césarée de Palestine durant le règne de Philippe l'Arabe (244-249).
Origène met en valeur trois points de la doctrine elkasaïte : elle admet l'Ancien et le Nouveau Testament, mais rejette une partie des Écritures et rejette Paul – ; elle permet l'apostasie en cas de persécution ; elle ajoute aux Écritures un livre, qui vaut à celui qui croit en lui une rémission des péchés différente de celle de Jésus-Christ.
Un siècle et demi plus tard, Épiphane de Salamine a trouvé l'elkasaïsme en usage parmi les sampséens (synonyme d'elkasaïtes), et aussi parmi les osséens et un grand nombre d'autres communautés qualifiées par lui d'ébionites.

### Naissance du manichéisme
L'elkasaïsme a donné naissance au Manichéisme. Mani (217-274), son fondateur, a été élevé à Mésène (près de Ctésiphon) dans une communauté baptiste probablement elkasaïte. Il est « le successeur le plus marquant d'Elkasaï » et commence à prêcher dans les années 240. Mani « fut contraint de quitter le mouvement après des tentatives infructueuses de le réformer. Il fonda le manichéisme. » Il semble avoir été influencé par le système elkasaïte, « notamment en ce qui concerne les missions qui seront une des dimensions majeures du manichéisme tout au long de son existence. » Pour André Paul, les deux mouvements sont clairement de tendance gnostique.
Le mouvement elkasaïte n'est pas complètement absorbé par le manichéisme et continue à exister de façon indépendante. Il semble aussi avoir influencé l'islam, qui en est peut-être partiellement issu. Quelques groupes de ce mouvement survivaient encore au Xe siècle dans le monde islamique. Le Kitab-al-Fihrist d'Ibn al-Nadim, l'auteur arabe de la fin du Xe siècle, nous décrit les « mogtasilah », une secte de sabéens dans les marais du bas-pays mésopotamien, en Mésène, qui regardaient El-'Hasai'h comme leur fondateur.

## Enseignements et pratiques selon les hérésiologues chrétiens
Au regard de la documentation, le mouvement elkasaïte est marqué par de multiples facettes, ce qui fait de sa définition un exercice difficile et périlleux. Selon Simon Claude Mimouni, « une définition du judéo-christianisme elkasaïte doit, en effet, envisager au moins trois aspects : le premier relève du judaïsme en général (en rapport avec les rituels) ; le deuxième du judaïsme nazôréen (en rapport avec les croyances) ; le troisième relève à la fois du judaïsme général et du judaïsme nazôréen (il s'agit du phénomène baptiste qui a traversé l'un et l'autre). »
Pour traiter de ces questions, on peut exploiter essentiellement les éléments fournis par l'Elenchos attribué à Hippolyte de Rome et par Épiphane de Salamine, complétés par la Vita Mani du Codex manichéen de Cologne.

### Les pratiques

#### Respect de la Torah et observances
L'auteur de l'Elenchos (début du IIIe siècle) indique que les elkasaïtes vivent selon la Loi (Torah) et qu'ils reconnaissent la divinité et non la messianité de Jésus. 
Le caractère judaïque de l'elkasaïsme se manifeste parce « qu'ils respectent à la lettre » les obligations de la Torah, notamment « l'observance rigoureuse du sabbat, la circoncision, la prière en direction de Jérusalem, le recours à des règles matrimoniales » et les jeûnes,,. Ils observent aussi des prescriptions alimentaires très strictes, refusant par exemple de consommer le pain grec ou pain de froment (Vita Mani, 90, 1) ; interdiction qui figure parmi les « Dix-huit mesures » édictées par les adeptes de Shammaï au début de la révolte contre les Romains (66). Ils sont opposés aux sacrifices qui se pratiquent au Temple de Jérusalem et refusent par conséquent de consommer toute viande ; ce trait est antérieur à la destruction du Temple de Jérusalem (70). Selon Épiphane, les elkasaïtes sont invités de manière expresse au mariage, méprisant toutes les formes de continence en usage dans d'autres groupes chrétiens,. On devait prier en se tournant non pas en direction de l'Orient mais toujours de Jérusalem.

#### Baptêmes, immersions et ablutions
Les elkasaïtes procèdent à de nombreuses immersions et ablutions ; ils sont ainsi catégorisés parmi les groupes baptistes judéo-chrétiens, au même titre que les ébionites, une appellation dans laquelle ils sont peut-être d'ailleurs inclus. « Tout comme Jean le Baptiste et ses disciples, ils affectent en effet à l'eau le pouvoir de pardonner les péchés, et non plus au sang et au feu des sacrifices, et vont jusqu'à manifester pour l'eau une vénération particulière, la considérant comme une divinité et la regardant comme un moyen par excellence de la propagation de la vie,. » Ils pratiquaient d'ailleurs « plusieurs rituels d'immersion dont un pour la rémission des péchés et un autre pour la guérison des maladies notamment la rage, la phtisie et la folie. » Les officiants elkasaïtes ne pouvaient pas procéder aux lustrations les jours déclarés néfastes,. « Épiphane souligne le rejet des sacrifices et du sacerdoce, ce qui semble signifier une dimension [sinon] sacramentelle du moins magique du baptême. »
« Un second baptême offrait aux pécheurs chrétiens également la « paix et une part au salut parmi les justes ». » Il était ordonné « au nom de Dieu très grand et très haut et au nom de Son Fils le grand Roi », avec une adjuration aux sept témoins cités dans le livre : le ciel, l'eau, les esprits saints, les Anges de la prière, l'huile, le sel et la terre. Celui qui avait été mordu par un chien enragé devait courir vers l'eau la plus proche et y sauter avec tous ses vêtements, en utilisant la formule précédente et en promettant aux sept témoins qu'il s'abstiendrait du péché. Le même traitement – quarante baptêmes consécutifs durant sept jours – était recommandé pour la phtisie et pour les possédés.
L'Elenchos raconte qu'une telle mention avait été faite dans le livre du frère d'Elchasaï, appelé Iexai, et que celui-ci était un juif de l'époque de Trajan. Ce qui correspond à l'époque où son frère Elkasaï aurait fondé son mouvement. « Le rite du baptême proprement dit empruntait à la pratique chrétienne ; il réclamait un ministre ou témoin de l'acte. L'immersion réitérée, appelée elle-même baptisma, prenait une forme nettement différente, sans l'intervention d'un quelconque agent. »

#### Ésotérisme
Les elkasaïtes peuvent être situés dans la catégorie des groupes ésotériques. Entre autres traits, on peut ainsi relever qu'ils ne transmettent les « mystères ineffables » qu'aux disciples qui en sont jugés dignes. Selon André Paul, c'est aussi un mouvement syncrétiste. Ils font usage de la divination et de l'astrologie qu'ils empruntent au paganisme selon leurs détracteurs. Toutefois, selon Simon Claude Mimouni, cette affirmation doit être nuancée « surtout quand on sait combien les juifs de l'Antiquité ont été très actifs, ou considérés comme tels, dans ces domaines. » Ils pratiquent aussi des incantations et des formules magiques. Épiphane fournit d'ailleurs le texte d'une anagramme araméenne, précédée d'une exhortation à ne pas en rechercher le sens, que les adeptes devaient répéter à l'endroit et à l'envers.

#### En cas de persécution
Selon Origène, la doctrine elkasaïte permet l'apostasie en cas de persécution. Cette information est confirmée par Épiphane qui indique que « les membres du mouvement sont autorisés à renier leur foi extérieurement pourvu qu'ils la conservent intérieurement, ». Il est possible qu'ils dérivaient cet enseignement de leur Livre.

#### Marthus et Marthana
Deux femmes, Marthus et Marthana, se prétendant de la descendance d'Iexai (ou Elkaï), ont vécu jusqu'aux jours d'Épiphane, sous le règne de l'empereur Constance II (337-361). Elles étaient vénérées « comme des déesses » dans les communautés elkasaites d'outre-Jourdain,. Leur salive et la poussière de leurs pieds étaient utilisées « comme remède contre les maladies » ou « dans des phylactères et des amulettes »,.

### Les croyances
Selon Simon Claude Mimouni, « le mouvement elkasaïte apparaît plutôt comme un mouvement prophétique que comme un mouvement messianique ; c'est-à-dire qu'il met ses espoirs dans la médiation d'un prophète. » Jésus étant pour eux le dernier des prophètes, le « sceau des prophètes », c'est l'unique raison pour laquelle il est désigné comme « Christ ». Les spécialistes sont toutefois partagés ; certains affirmant que le mouvement était messianiste, notamment à ses débuts.
Pour André Paul, « l'influence du syncrétisme des sociétés ambiantes se devine dans le goût des Elkasaïtes pour l'astrologie et les croyances « superstitieuses ». Les tendances gnostiques sont claires aussi, avec la doctrine de la révélation et la transformation du Logos, le « Dieu très haut » et son « Envoyé », la doctrine des éléments et les anges, et les astres démonisés. De plus, le rôle joué par l'elkasaïsme dans la naissance du Manichéisme implique un lien manifeste avec la Gnose. »

#### Christologie
Pour les elkasaïtes, le « Christ » est un ange révélateur qu'ils désignent comme « Fils de Dieu »,. Ils décrivent cet ange « avec des dimensions gigantesques et de manière extrêmement précise, en le doublant d'un être féminin de même stature appelé Saint-Esprit, ». Description fantastique, qui renvoie à l'Évangile de Pierre pour le corps de Jésus dont la tête dépasse le ciel après sa résurrection, ou au Shi'our Qomah (en) pour le corps de Dieu. « Aux dires des hérésiologues chrétiens, dans l'elkasaïsme, s'il est question du Père, du Fils et de l'Esprit-Saint, le Fils n'aurait jamais été identifié à Jésus en tant que tel, pas plus d'ailleurs qu'à quelqu'un d'autre. » Il semble toutefois « que l'emploi du titre « Christ » est une référence implicite à Jésus – du moins si l'on suit Épiphane, qui va même jusqu'à affirmer qu'il n'est pas certain que les elkasaïtes identifient en Jésus le « Christ »,. » Selon Simon Claude Mimouni, « ce trait hérésiologique [est] utilisé pour les renvoyer plutôt du côté du judaïsme que du christianisme ».
Selon l'Elenchos, « Alcibiade dit que le Christ a été un homme comme les autres, mais que ce n'est pas aujourd'hui pour la première fois qu'il est né d'une vierge, mais auparavant, ». L'auteur de l'Elenchos indique que, pour les elkasaïtes, « si le Christ en haut est un, il a été transvasé dans des corps multiples souvent et aujourd'hui même en Jésus, que tantôt il est né de Dieu comme nous le disons, tantôt il a été esprit, tantôt il est né d'une vierge, tantôt non, ».
Pour les elkasaïtes, le Christ a transmigré de corps en corps et, en dernier lieu, dans celui du Christ,. Simon Claude Mimouni fait remarquer que « ce thème de la métempsychose du Christ venu à plusieurs reprises au monde avec un corps différent s'apparente à celui du « Vrai Prophète » que l'on rencontre fréquemment dans la littérature pseudo-clémentine ébionite,. Ils croient ainsi que le Fils, qu'ils appellent « le Grand Roi » peut bénéficier de plusieurs incarnations et apparitions, à commencer par Adam et en se terminant par Jésus. » Les elkasaïtes semblent tenir Jésus, qu'ils désignent « plutôt comme le « Christ », pour le dernier de la chaîne des messies issus d'Adam ».

## Les deux sortes d'ébionites
Origène mentionne l'existence de deux sortes d'ébionites. Dans toute son œuvre, Origène ne mentionne explicitement les elkasaïtes qu'une seule fois. Gilles Dorival estime toutefois qu'on peut s'interroger : « les Elkasaïtes ne sont-ils pas une des deux formes des ébionites, dont il est question dans le Contre Celse ? » D'après Origène, ces deux groupes divergeaient « sur la question de la naissance virginale de Jésus : or si l'on suit l'Elenchos, il semble bien qu'Alcibiade ou les disciples d'Elkasaï affirmaient que Jésus était né d'une vierge ». Selon l'Elenchos, « Alcibiade dit que le Christ a été un homme comme les autres, mais que ce n'est pas aujourd'hui pour la première fois qu'il est né d'une vierge, mais auparavant, » ; ou encore « [les elkasaïtes] reconnaissent comme nous que les principes de l'univers ont été faits par Dieu, mais ne reconnaissent pas que le Christ est un, mais que si le Christ en haut est un, il a été transvasé dans des corps multiples souvent et aujourd'hui même en Jésus, que tantôt il est né de Dieu comme nous le disons, tantôt il a été esprit, tantôt il est né d'une vierge, tantôt non, ». Gilles Dorival y voit « un argument fort pour identifier [les elkasaïtes] à ceux des ébionites qui admettent la naissance virginale de Jésus ». Il précise toutefois qu'il « faut se garder de conclure trop nettement » car « pour confirmer cette identification, il faudrait que les Elkasaïtes aient partagé la même christologie que les Ébionites partisans de la naissance virginale ». Or, les « sources ne disent rien de tel ».

## La littérature du mouvement
« On est assez mal informé quant aux ouvrages en usage dans le mouvement en dehors de maigres indices dont la fiabilité est parfois sujette à caution. »

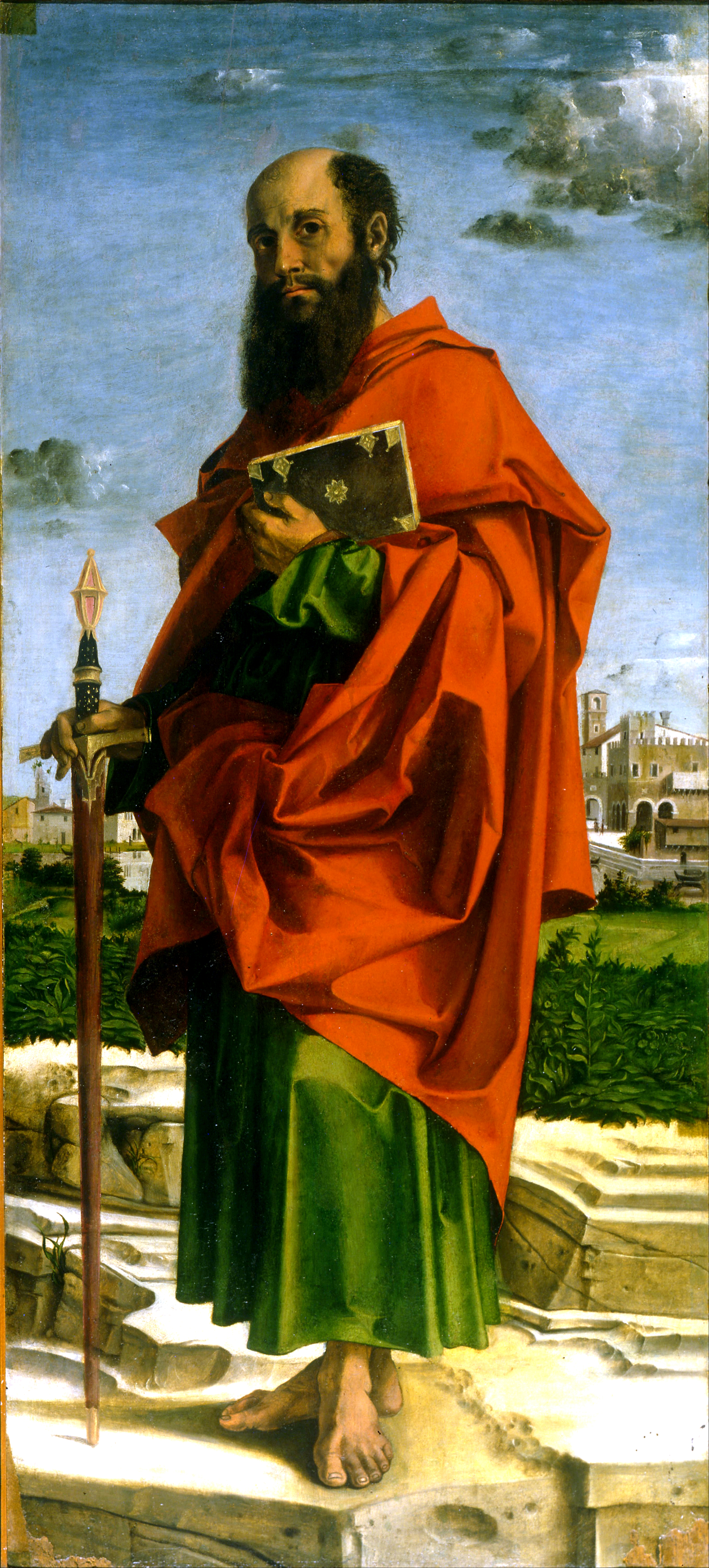
Saint Paul. Tableau de Bartolomeo Montagna, 1482. Museo Poldi Pezzoli (Milan).

Selon Origène, les elkasaïte rejettent certains passage de la Bible ainsi que des évangiles, et rejettent complètement les épîtres de Paul,. Toutefois, cette attestation du caractère anti-paulinien du mouvement ne se retrouve pas dans l'Elenchos, ni chez Épiphane de Salamine. Suivant la Vita Mani du Codex de Cologne, la communauté elkasaïte dont est originaire Mani utilise la littérature néotestamentaire, y compris les épîtres de Paul, ainsi que des apocryphes juifs comme l'Apocalypse d'Adam et celles de Seth, d'Hénoch et de Sem, ou des apocryphes chrétiens comme l'Apocalypse de Paul.
La doctrine elkasaïte était développée dans les Homélies et les Récognitions pseudo-clémentines, textes à tendance ébionite,. « Bousset trouve dans le Livre d'Elkasaï, tout comme dans le « document de base » [l'« Écrit de base »] des Homélies et des Reconnaissances [les Récognitions] de la littérature pseudo-clémentines des traces de contact et de polémiques contre la religion perse. » Les Ascensions de Jacques – texte lui aussi transmis dans les Récognitions –, où Paul, désigné par l'expression « homme ennemi », joue un rôle important dans une agression contre Jacques le Juste, était de provenance ébionite.

### Le Livre d'Elkasaï
Les elkasaïtes reconnaissent surtout un livre fondateur : il s'agit du Livre d'Elkasaï.
« Ce qui nous est parvenu du Livre de la révélation d'Elkasaï comprend un ensemble de spéculations astrologiques, d'incantations, d'indications relatives à l'organisation communautaire et d'avertissements concernant des troubles eschatologiques, le tout ne permettant guère de retrouver la logique de l'ouvrage. Toutefois, l'attachement à la Loi (Torah), l'affirmation du caractère purement humain de la naissance de Jésus, le rejet de Paul et de certaines parties de l'Écriture l'apparentent aux différents courants dits judéo-chrétiens et, dans certains de ses aspects, d'une part aux tendances baptistes, et d'autre part au courant qui s'exprime dans une partie de la littérature pseudo-clémentine. »
Dans l'Elenchos attribué à Hippolyte de Rome, le Livre d'Elkasaï paraît être cité d'après l'ordre des matières de l'ouvrage. Si tel était le cas, le texte de l'Elenchos en IX, 15, 1-16, 4, redonnerait une section entière de l'œuvre, qui parlerait alors des rituels d'immersion et des conditions dans lesquelles ils sont effectués. On apprend, par exemple, que les officiants elkasaïtes ne pouvaient pas procéder aux lustrations les jours déclarés néfastes,.
Le dernier fragment fourni par l'Elenchos, qui porte sur l'exhortation à cacher aux infidèles les « mystères ineffables » du livre, montre le caractère ésotérique du mouvement,. Il en est de même de l'anagramme araméenne, précédée d'une exhortation à ne pas en rechercher le sens, et que les adeptes devaient répéter à l'endroit et à l'envers. Selon Simon Claude Mimouni, « ces deux indications suggèrent que l'Apocalypse d'Elkasaï a peut-être été un texte réservé seulement à un certain nombre d'elkasaïtes, à ceux en l'occurrence qui connaissaient la formule secrète. »

## État des sources
« La documentation sur le judéo-christianisme elkasaïte est presque uniquement indirecte. Elle provient principalement des traditions chrétienne, manichéenne et islamique, mais aussi dans une bien moindre mesure des traditions judaïque et mazdéenne. »
Il existe une documentation directe, mais transmise de façon indirecte : il s'agit principalement du Livre d'Elkasaï.
Selon Simon Claude Mimouni, « le caractère indirect des attestations sur le judaïsme elkasaïte rend particulièrement ardue leur approche à cause de leur caractère partial et partiel. Par conséquent, il convient de se résoudre, faute de mieux, à ne pouvoir atteindre les elkasaïtes que par l'intermédiaire de leurs détracteurs chrétiens, manichéens, islamiques, voire mazdéens et éventuellement juifs. »

### Les témoignages chrétiens
La documentation sur l'elkasaïsme relève surtout de la tradition chrétienne, qui lui est bien évidemment hostile étant donné son caractère presque exclusivement hérésiologique.
L'Elenchos, attribué à saint Hippolyte qui l'aurait rédigé vers 235 à Rome, rapporte l'existence d'une mission elkasaïte dans cette ville durant le règne de l'empereur Héliogabale (217-222). « L'hérésiologue donne même le nom du missionnaire : Alcibiade d'Apamée (Syrie). »
Origène, qui a écrit un peu plus tard (vers 239-242), semble dire que cette hérésie est apparue de son temps, tout au moins dans l'Empire romain. Origène mentionne également une mission elkasaïte à Césarée de Palestine durant le règne de Philippe l'Arabe (244-249).
« Épiphane de Salamine, dans son Panarion composé en Palestine de 374 à 376, parle des elkasaïtes à plusieurs reprises, en les désignant non seulement sous ce nom mais aussi sous celui d'« osséens » et sous celui de « sampséens ». Il indique aussi que le Livre d'Elkasaï a été adopté par les osséens, les nasaréens, les nazôréens et les ébionites. Il est également question des elkasaïtes dans deux passages de la notice consacrée aux ébionites ». Il faut compter aussi les sommaires de l'Hypommesticon de Joseph de Tibériade et, en aval, ceux de l'Anaképhalaiosis d'un auteur inconnu (à moins qu'il faille considérer Épiphane de Salamine comme son auteur). Une autre liste hérésiologique figure aussi dans l'Ancoratus, une autre œuvre d'Épiphane présentant l'intérêt d'être antérieure au Panarion.
Tous les témoignages chrétiens postérieurs à la fin du IVe siècle dépendent directement ou indirectement d'Épiphane.
La doctrine elkasaïte était évoquée dans le roman pseudo-clémentin : dans les Homélies et, dans une moindre mesure, dans les Récognitions.

### Les témoignages manichéens
La documentation sur le judéo-christianisme elkasaïte relève aussi de la tradition manichéenne avec la Vita Mani, retrouvée dans le Codex manichéen de Cologne et, avec quelques autres attestations, en copte et en parthe – pour la tradition directe –, en syriaque et en arabe – pour la tradition indirecte. La tradition manichéenne directe fournit un certain nombre de témoignages sur les elkasaïtes, désignés sous les termes de « baptisés », de « purifiés » et « d'observants ». Dans les textes en copte dits du Fayoum, on rencontre trois ou quatre allusions aux elkasaïtes. Dans les textes en Parthe, dits du « Tourfan », on trouve aussi deux allusions probables à ce mouvement.
La Vita Mani, intitulée « Sur l'origine de son corps », relate les premières années de Mani au sein d'une communauté baptiste de Mésène. Le texte fragmentaire conservé dans le codex de Cologne traite de la jeunesse de Mani et des débuts de son activité missionnaire. Cependant, à cause de l'étendue des dégâts dans les feuillets, en particulier dans les dernières sections, les connexions logiques les plus élémentaires font souvent défaut. Le récit de l'intronisation de Mani à la secte baptiste elkasaïte (p. 11) fournit la première date vérifiable de sa vie. Toutefois, « les chercheurs ne sont pas d'accord sur l'identification elkasaïte ou non de cette communauté, au point de parler de « complexité des formes religieuses du baptisme elkasaïte ». »
Simon Claude Mimouni estime toutefois qu'il « paraît préférable de considérer, du moins dans l'état actuel de la recherche, le caractère elkasaïte de la communauté baptiste dans laquelle Mani a passé ses vingt-quatre premières années, tout en reconnaissant la diversité sans doute extrême et doctrinale du mouvement elkasaïte. »

### Les sources juives
Les sources juives babyloniennes sont quasiment silencieuses sur les elkasaïtes. Il est peut-être possible d'identifier des elkasaïtes dans certains passages du Talmud de Babylone, comme en TB Kidushin 71b, où il est question de l'inimité entre deux communautés juives, l'une vivant en Babylonie et l'autre, qui pourrait être elkasaïte, vivant à Mésène (« Babel la solitaire est en santé, la Mésène est à la mort »).
Ce silence ne doit pas étonner, car les sources juives babyloniennes sont en général très discrètes au sujet des groupes étrangers au judaïsme, contrairement d'ailleurs à leurs homologues palestiniennes.

### Les témoignages islamiques
« En arabe, selon T. Fahd dans la notice « Sabi'a » de l'Encyclopédie de l'Islam, natsoraye/ observants désigne l'une des deux branches de la secte musulmane des Sabi'un ou Sabéens, des baptistes apparentés aux Elkasaïtes au VIIe siècle et considérés dans le Coran comme faisant partie des Gens du livre/ ahl al-kitab. »
Le Kitab-al-Fihrist (« Catalogue des sciences », appelé aussi « Fihrist al-'Ulum ») d'Ibn al-Nadim, l'auteur arabe de la fin du Xe siècle, contient une notice hérésiologique sur le Manichéisme. Nous y apprenons des informations précieuses sur le milieu d'origine de Mani et de ses parents dans la ville de Mésène, proche de Ctésiphon. Dans le livre d'Ibn al-Nadim, qui est une véritable encyclopédie sur la culture islamique, on peut lire trois passages sur la communauté de baptistes – désignée par le mot arabe mughtasila – de Mésène. Le mot arabe « mughtasila » signifie littéralement « ceux qui se lavent », ce qui correspond au mot grec « baptistai » (« baptistes »), mais le terme arabe connote la pratique des ablutions, et non celle de l'immersion comme c'est le cas pour le terme grec,. Plusieurs auteurs assimilent cette communauté de mughtasila qui portent des vêtements blancs à des elkasaïtes. Toutefois, il n'y a pas de consensus à ce sujet.
Les informations rapportées par Ibn al-Nadim sont compatibles et confirment celles de la Vita Mani : la communauté de mughtasila dont il parle correspond à celle des « baptistes » établie dans les environs de Séleucie-Ctésiphon. Il appelle leur chef « al-Khasayh », une forme arabe d'« Elkasaï ».

### Les témoignages mazdéens
Il y a quelques rares mentions des elkasaïtes dans la tradition mazdéenne. Une des quatre inscriptions de Kartir, qui exerce alors les fonctions de mōwbedan (sorte de prêtre suprême) et qui remonte au règne de Vahram II (277-293), est en général considérée comme faisant référence à eux, alors qu'elle mentionne les nazôréens.

## Après leIVesiècle
On trouve des traces très éparses au sujet des elkasaïtes dans la documentation postérieure au IVe siècle : toutes reposent sur la tradition littéraire chrétienne, à l'exception peut-être de la dernière. Concernant les groupes d'« osséens » mentionnés par Eusèbe de Césarée à l'est du Jourdain et au nord du lac de Tibériade, l'archéologie semble montrer que tous les groupes judéo-chrétiens de la région disparaissent au cours du Ve siècle. Le site d'Er-Rahmaniyye était lui aussi habité, semble-t-il, par des judéo-chrétiens.
Plusieurs critiques estiment que les elkasaïtes ont influencé l'islam d'avant les Abbassides de manière directe ou indirecte. Simon Claude Mimouni indique qu'il « s'agit évidemment d'une hypothèse acceptée par certains, contestée par d'autres. » À l'origine de la création de l'islam, il semble que ce soit plutôt l'ébionisme – ou le nazaréisme pour ceux qui estiment que les deux dénominations sont synonymes – qui ait « exercé une certaine influence, pour ne pas dire plus en la matière », mais pour Mimouni, il « n'est nullement exclu que l'elkasaïsme ait aussi exercé une certaine influence, notamment après l'arrivée de l'islam en Babylonie et en Assyrie. »
La dernière mention des elkasaïtes se trouve dans le Kitab-al-Fihrist d'Ibn al-Nadim, « qui semble attester la présence d'elkasaïtes dans les marais du bas-pays mésopotamien, en Mésène, sous le nom de mughtasila » que l'auteur arabe du Xe siècle aurait connus et qui regardaient « al-Khasayh » (ou « al-Hasayh » dans certains manuscrits) comme leur fondateur,. Au XIIe siècle le voyageur juif médiéval Benjamin de Tudèle, inclut encore une synagogue Elkasaïte dans sa liste de synagogues juives qu'il a rencontré au nord de la Mésopotamie ou de la Syrie.
Pour Simon Claude Mimouni, l'elkasaïsme a donné naissance au mandéisme en fin de parcours.

## Les mandéens, baptistes d’Iran et d’Irak

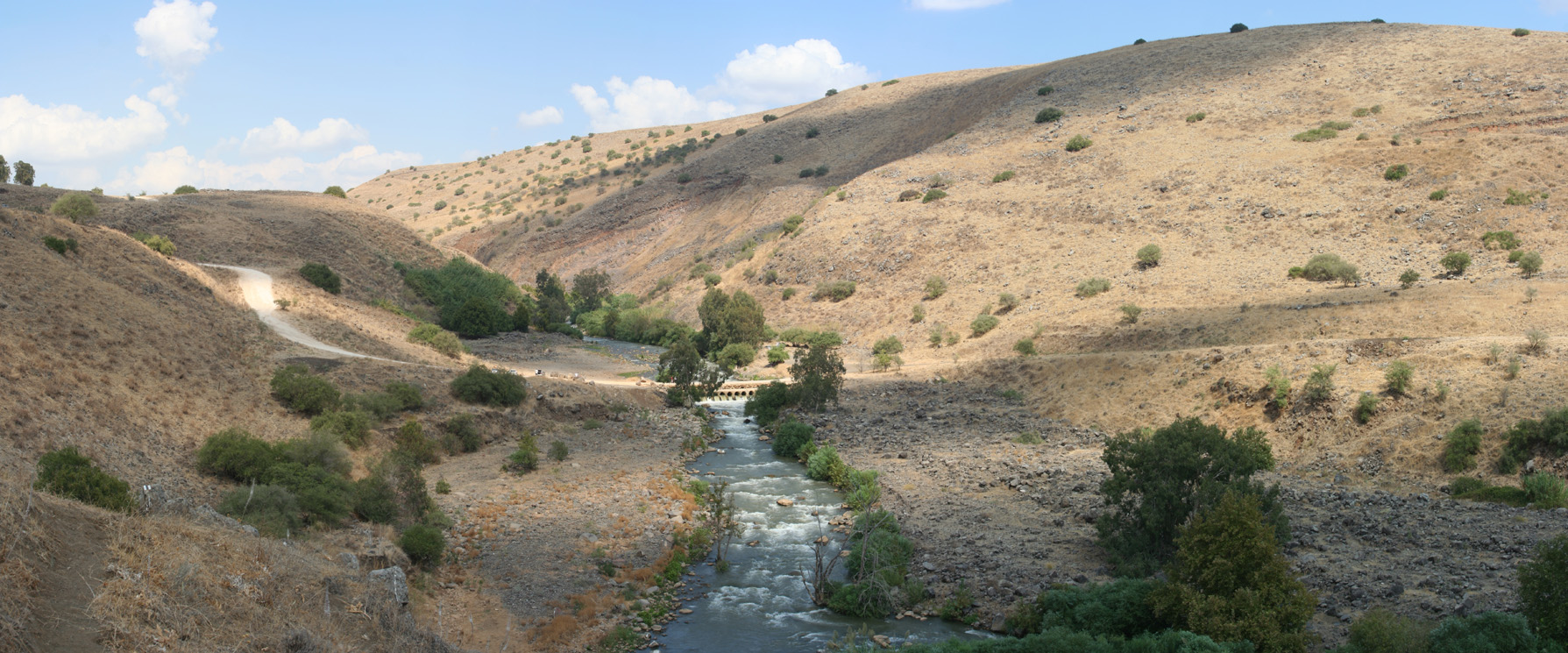
Le fleuve Jourdain où certains hadiths racontent que Jésus rencontra Yahya ibn Zakariya (Jean fils de Zacharie).

Les mandéens d'Irak sont désignés sous le nom de « sabéens », « sabiens » ou « sabaya » (صابئة : « baptistes »), par la population environnante. Ce nom souligne l’importance prise dans cette secte par les rites du baptême. C’est aussi de cette troisième appellation que les auteurs musulmans se servent de préférence, alors que les membres de ce groupe religieux se désignent eux-mêmes sous les noms de « nasaréens » ou « mandéens », et affirment qu'ils trouvent leur origine à Jérusalem, d'où leurs lointains ancêtres se seraient enfuis. Selon leurs traditions, leur communauté se serait formée autour de Jean le Baptiste, qu'ils reconnaissent comme seul prophète ; ils considèrent en effet Jésus, puis Mahomet, comme des usurpateurs.
Ils pourraient être issus du mouvement de Jean et de ceux qui ne se sont pas ralliés à Jésus. Leur départ de Palestine pourrait résulter de la destruction de Jérusalem par les Romains en 135, après la défaite de la Révolte de Bar Kokhba. Toutefois, si André Paul estime « qu'ils avaient des liens idéologiques avec les mouvements évoluant en marge du judaïsme de Palestine, en Transjordanie exactement ». Cela ne « peut nous mener [que] jusqu'au IIe siècle chrétien, mais guère plus haut. » Il estime donc « très improbable » la tradition mandéenne qui fait remonter leur existence à Jean le Baptiste (mort vers 35). Toutefois, nombre d'autres spécialistes ne sont pas aussi catégoriques.
Cette religion a pour obligation de vivre auprès des fleuves pour pouvoir baptiser les fidèles. Ce serait en partie à cause de cette particularité qu'elle est restée confidentielle, et qu'elle ne subsiste que dans quelques régions d'Iran et d'Irak.
La secte mandéenne a été révélée en 1652 par un missionnaire carme, qui décrivait ses membres sous le nom de « chrétiens de saint Jean ». Ce terme est aussi utilisé préalablement dans un rapport daté de 1555 écrit par les moines portugais d'Ormuz. C'est une religion gnostique et baptiste. Le terme « mandéen » a un rapport avec la gnose (manda, en araméen). Les mandéens sont nommés « mandaiuta » en mandéen (un dialecte de l'araméen), et en arabe « mandā'iyya » (مندائية). D’après l’étymologie, les « mandéens » (« mandaya ») seraient les hommes de la connaissance (« manda »), mais ils se désignent eux-mêmes d’un autre nom, celui de « nasoraia » (« nasoréens »). D'après André Paul, « la secte gnostique des mandéens, dans ses Écritures rédigées dans un dialecte araméen oriental, se nommait indistinctement mandayya ou nasôrayya. »

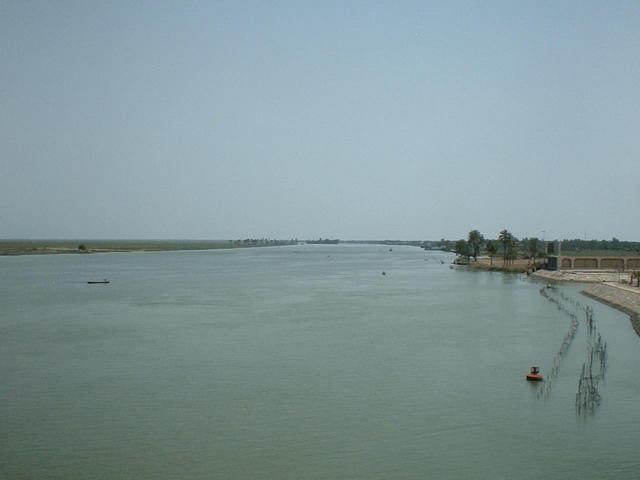
Le Chatt-el-Arab où vivaient, jusqu'en 2003, l'essentiel des mandéens et où Mani a fondé sa première communauté. C'est aussi là qu'au X, Ibn al-Nadim décrit des baptistes, sous le nom de « mughtasila », qui regardaient « al-Khasayh » (ou « al-Hasayh » dans certains manuscrits) comme leur fondateur.

André Paul et Simon Claude Mimouni estiment que les mandéens sont membres du seul courant vraiment baptiste qui a persisté jusqu'à nos jours. Tous deux mentionnent la possibilité que ce courant soit un héritier du mouvement elkasaïte,.
Ils ne semblent donc pas issus des nazôréens qui, comme Paul (Ac 24. 5), ont reconnu Jésus comme Messie, mais justement de ceux qui ont refusé cette reconnaissance. Les spécialistes de l'analyse des premiers textes chrétiens – évangiles et Nouveau Testament – détectent d'ailleurs dans ces textes le fait que tous les partisans de Jean le Baptiste ne se sont pas ralliés à Jésus. François Blanchetière et André Paul font remarquer qu'Épiphane de Salamine parle de « nasaréens » distincts des « nazôréens » qui « existaient avant Jésus et n'ont pas (re)connu Jésus ». Il est difficile de dire si la différence entre « nasôréens » (« nasôrayya ») et le nom que nous connaissons depuis le grec « nazoraios » (« nazôréens ») est significative.
Jusqu'au déclenchement de la guerre d'Irak (2003), l’immense majorité des mandéens vivait en Irak, particulièrement le long des cours inférieurs du Tigre et de l’Euphrate et près du Chatt-el-Arab, avec une minorité notable en Iran dans le Khuzestan. La plupart se sont depuis dispersés, en particulier en direction de l’Iran, mais aussi de la Syrie, de la Jordanie et de pays occidentaux. En 2007, il ne restait que 5 000 d'entre eux en Irak et ils sont menacés de disparition totale de ce pays. La plupart des 50 000 mandéens existant dans le monde sont extrêmement dispersés.

### Texte
- « Livre de la révélation d'Elkasaï » (trad. Luigi Cirillo), dans Écrits apocryphes chrétiens, Paris, Gallimard, coll. « La Pléiade », 1997, p. 843-872.
- George Robert Stow Mead, The Book of Elxai, Kessinger Publishing, 2005  (ISBN 978-1-4179-8873-0).

### Études
- Georges Bareille, « Elcésaïtes », dans Dictionnaire de théologie catholique, vol. 4.2 : DIEU - EMSER, 1910 (ELCÉSAÏTES), p. 2233-2239
- Marcel Simon, « Le judéo-christianisme », dans M. Simon et A. Benoit, Le Judaïsme et le christianisme antique, Paris, 1968, p. 258-254.
- (de) Wilhelm Brandt, Elchasai, ein Religionsstifter und sein Werk : Beiträge zur jüdischen, christlichen und allgemeinen Religionsgeschichte in späthellenistischer Zeit mit Berücksichtigung der Sekten der syrischen Sampsäer und der arabischen Mughtasila mit Wort-, Personen- und Sachregistern, Amsterdam, Philo Press, 1971  (ISBN 90-6022-269-5).
- Jean Daniélou, L'Église des premiers temps : des origines à la fin du IIIe siècle, Paris, Seuil, 1985  (ISBN 2020087464).
- (en) Gerard P. Luttikhuizen, The Revelation of Elchasai : Investigations into the Evidence for a Mesopotamian Jewish Apocalypse of the Second Century, Mohr Siebeck, 1985  (ISBN 3-16-144935-5) Aperçu Google Books.
- Luigi Cirillo, « L'Apocalypse d'Elchasaï : son rôle et son importance pour l'histoire du judaïsme », dans Apocrypha. Le champ des apocryphes, t. I, 1990, p. 167-179.
- Simon Claude Mimouni, Le Judéo-christianisme ancien : Essais historiques, Paris, Cerf, coll. « Patrimoines », 1998, 547 p.  (ISBN 2-204-05937-4).
- François Blanchetière, Enquête sur les racines juives du mouvement chrétien, Paris, Cerf, 2001  (ISBN 978-2-204-06215-2).
- Gilles Dorival, Le regard d'Origène sur les judéo-chrétiens, dans Simon Claude Mimouni (dir.), Le Judéo-christianisme dans tous ses états – Actes du colloque de Jérusalem – 6-10 juillet 1998, Paris, Cerf, 2001, p. 257-288  (ISBN 2-204-064459).
- Simon Claude Mimouni, « Les elkasaïtes : État des questions et des recherches », dans Peter J. Tomson et Doris Lambers-Petry (dir.), The Image of the Judaeo-Christians in Ancient Jewish and Christian Literature, Tübingen, Mohr Siebeck, 2003, 209-229 p. (ISBN 9783161480942), p. 225-228, extraits
- Simon Claude Mimouni, Les Chrétiens d'origine juive dans l'Antiquité, Paris, Albin Michel, 2004, 261 p.  (ISBN 2-226-15441-8).
- (en) Robert Eisenman, James the Brother of Jesus And The Dead Sea Scrolls, The Damascus Code, the Tent of David, the New Convenant, and the Blood of Christ, Vol. II, GDP, 2012, 443 p. (ISBN 978-0-9855991-6-4).

### Documents anciens
- Attribué traditionnellement à Hippolyte de Rome, Réfutation de toutes les hérésies ou Elenchos (trad. A. Siouville), 1928.
- Eusèbe de Césarée, Histoire ecclésiastique (trad. G. Bardy), Paris, Cerf, coll. « Sources chrétiennes », 1955.
- Théodoret de Cyr, Histoire ecclésiastique. Ve siècle.
- The Cologne Mani Codex "Concerning the Origin of his Body", Missoula, 1979.
- A. F. J. Klijn, G. J. Reinink, Patristic Evidence for Jewish-Christian Sects, Leyde, 1973. Traduction des textes hérésiographiques sur Elkasaï.